# Laxenecera mollis
Laxenecera mollis là một loài ruồi trong họ Asilidae. Laxenecera mollis được Loew miêu tả năm 1858. Loài này phân bố ở vùng nhiệt đới châu Phi.